# Eislauf- und Schwimmhalle Bad Reichenhall

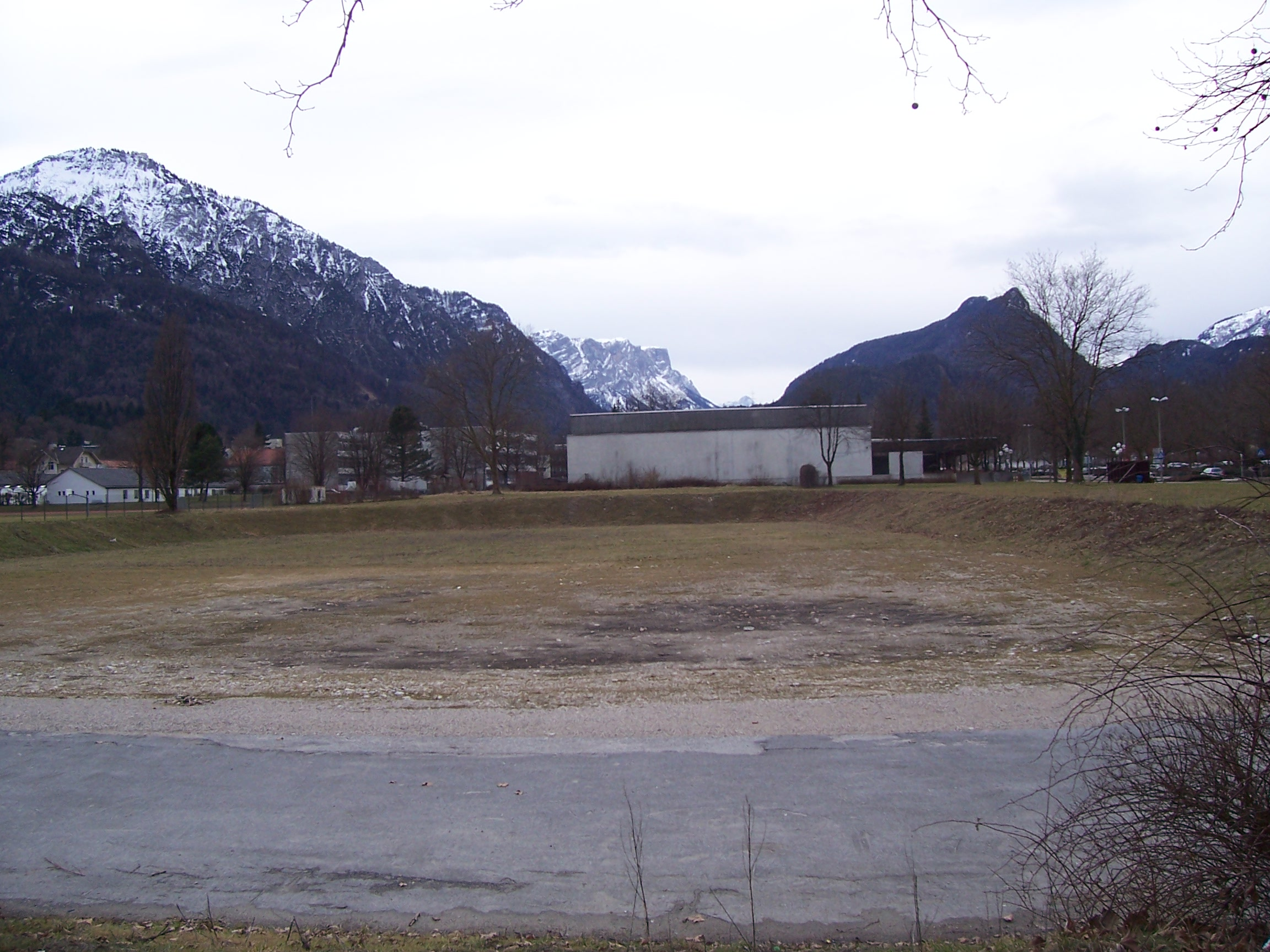
Areal 2008 nach Abriss der Anlage (Blickrichtung Südwesten)

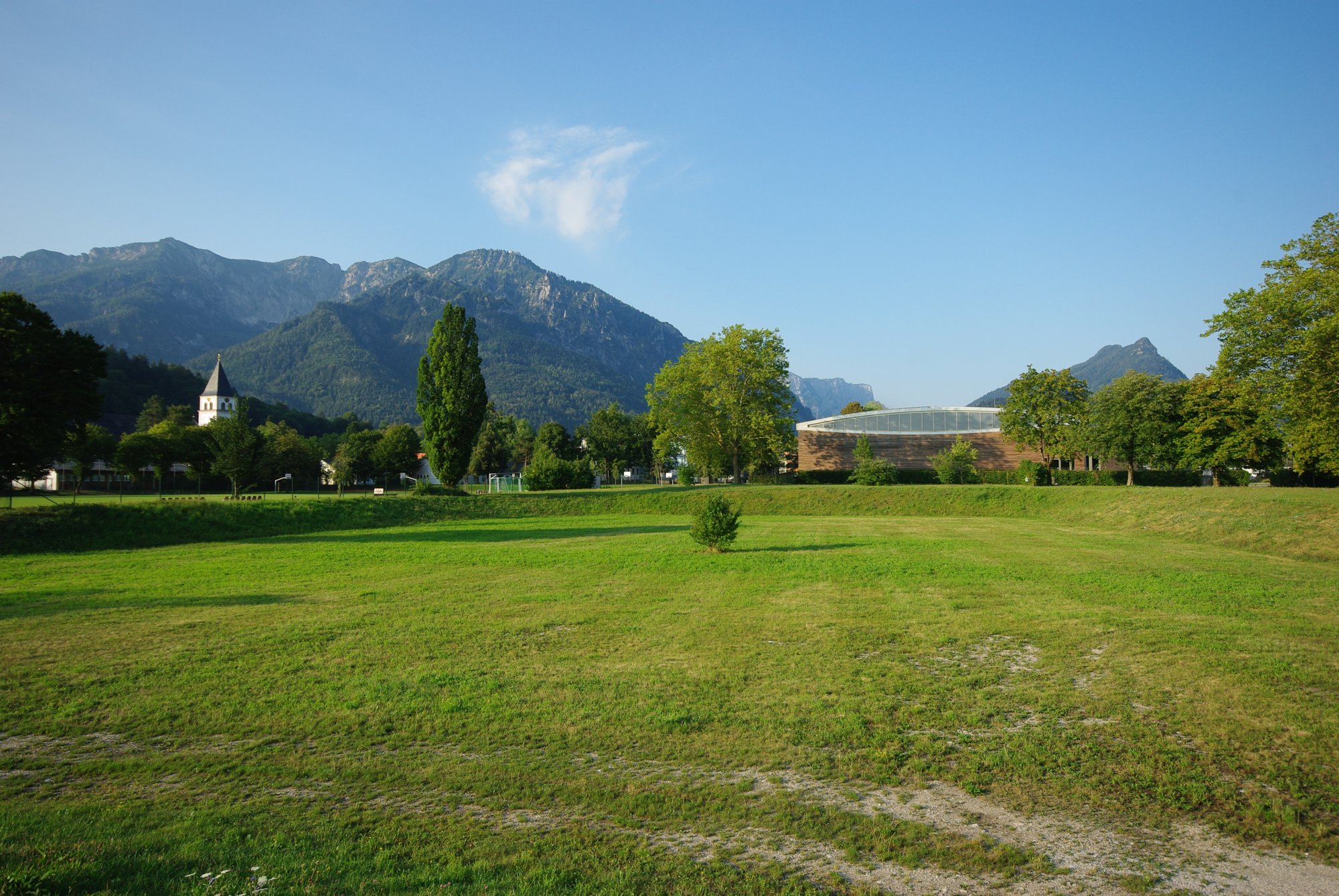
Areal im August 2018 (Blickrichtung Südwesten)

Die Eislauf- und Schwimmhalle Bad Reichenhall war eine kombinierte Eissport- und Schwimmhalle in Bad Reichenhall. Sie wurde 1971 bis 1973 von der Stadt Bad Reichenhall nach dem Entwurf des Architekten Hans Jürgen Schmidt-Schicketanz errichtet. Am 2. Januar 2006 stürzte das Dach der Eislaufhalle infolge Baumängeln nach starken Schneefällen ein. Dabei starben 15 Menschen und 34 weitere wurden verletzt. 2007 wurden die Reste der gesamten Anlage endgültig abgerissen.

## Hallenkonstruktion und -nutzung
Unter dem Eindruck der Vorbereitungen zu den Olympischen Spielen in München 1972 verfolgten der damalige Reichenhaller Oberbürgermeister Max Neumeyer (CSU) und der Stadtrat das Ziel, in der Stadt ein Zentrum für Schulsport, Erholung und Prophylaxe zu etablieren, von dem man sich eine deutliche Signalwirkung erhoffte. Bereits 1970 war mit einem Kostenaufwand von über 2,2 Mio. DM eine moderne Sporthalle errichtet worden; nur ein Jahr später folgte als das mit Abstand ehrgeizigste Projekt die kombinierte Eislauf-, Tennis- und Schwimmhalle (15,4 Mio. DM), die hinsichtlich der Großzügigkeit der Ausführung in der Region damals beispiellos und auf ein Einzugsgebiet weit über den Traunsteiner Raum hinaus ausgerichtet war. Die Eislauf- und Schwimmhalle wurde direkt neben der Sporthalle im Neubaugebiet der Münchner Allee errichtet.
Die Dachkonstruktion bestand aus Hohlkasten-Trägern als Hauptträger, dieses Konstruktionsprinzip ist sehr lohnintensiv und daher inzwischen nicht mehr üblich; im Gegensatz zu heute üblichen vollen Brettschichtholzbindern kann es im Inneren des Hohlkastens zu von außen kaum erkennbaren Schäden kommen. Rechtwinklig zu den Hohlkastenträgern war das Dach mit einer sehr steifen Ausfachung versehen.

### Eislaufhalle
Die Eislaufhalle bildete den nordöstlichen Teil der Anlage, unter der Eislauffläche befand sich eine Tiefgarage.
Teil der gesamten Hallengrundfläche von 75 m × 48 m war die Eisfläche, die mit 60 m × 30 m auch für internationale Wettkämpfe geeignet war. Das gesamte umbaute Volumen der Halle, die 1974 nachträglich allseitig verglast wurde, betrug 69.814 m3. Im Winter wurde die Halle als Eislaufhalle und die restliche Zeit als Tennishalle genutzt.
Die Halle diente u. a. dem Eishockeyclub EAC Bad Reichenhall als Trainings- und Wettkampfstätte.

### Schwimmhalle
Die Schwimmhalle bildete den südwestlichen Teil der Anlage. Die Halle war – mit Ausnahme des Bereichs der Umkleidekabinen und des Restaurants von Nordwesten bis Südwesten – durchgehend verglast, aus dem Innenbereich hatte man damit einen Blick auf die Bergwelt der Umgebung mit Untersberg, Lattengebirge, Reiter Alm, Müllnerberg, Sonntagshorn sowie Zwiesel, Staufen und Fuderheuberg. Die Halle war mit einem Wettkampfbecken mit sechs Bahnen zu je 25 m, einem Sprungbecken mit 1, 3 und 5 m hohen Sprungtürmen, einem Nichtschwimmerbecken sowie einem Kinderbecken ausgestattet.
Zur Schwimmhalle gehörte auch ein Außenbereich im Süden mit Terrasse. Dieser wurde jedoch nur in den ersten Jahren nach Eröffnung genutzt und später mangels Interesse seitens der Besucher nicht mehr geöffnet.

### Zwischenbau
Zwischen Eislauf- und Schwimmhalle befanden sich eine Eingangshalle, der Kassenbereich, Technikräume sowie in den Anfangsjahren ein Kiosk mit Schlittschuhverleih.
Im Obergeschoss auf Höhe der obersten Ränge der Tribünen befand sich ein Restaurant. Dieses konnte direkt aus den beiden Hallen und auch über die Eingangshalle betreten werden.

## Einsturz der Halle
Am 2. Januar 2006 gegen 15:54 Uhr stürzte das Dach des nordöstlichen Teils der Anlage über der Eissporthalle ein. Dem waren starke Schneefälle in der Region vorausgegangen.
Zum Zeitpunkt des Unglücks fand noch der Publikumslauf statt, zu dem sich über 50 Personen in der Halle befanden. Für 16:00 Uhr war das Training des SSC Bad Reichenhall geplant. Der Eismeister entschied aber um 15:30 Uhr, die Halle mit Ende des Publikumslaufs zu sperren und das Training abzusagen. Dabei lag zwar die Schneelast noch unter der damals festgesetzten Belastungsgrenze, sodass keine sofortige Räumung erforderlich war, aufgrund angekündigter weiterer Schneefälle sollte das Dach jedoch vor weiterer Nutzung vom Schnee befreit werden.
Wenige Minuten vor der Sperrung kam es überraschend zum Einsturz des Daches.
Nach der Rettung der ersten leicht zugänglichen Verletzten kam die Bergung der Opfer nur zögernd voran und dauerte zwei Tage, da zunächst Sicherungsmaßnahmen an den eingestürzten Dachteilen und den Außensäulen notwendig waren. Im weiteren Verlauf musste auch die unter der Eisfläche liegende Tiefgarage abgestützt werden, um beim Befahren der Eisfläche mit schwerem Gerät die Sicherheit für die Helfer und eventuelle Überlebende zu gewährleisten. Es kamen 15 Menschen ums Leben, darunter 12 Kinder und Jugendliche, weitere 34 Personen wurden zum Teil schwer verletzt. Die Obduktion der Toten ergab, dass alle beim Einsturz ums Leben gekommen und nicht an späterer Unterkühlung verstorben waren.
Das Dach der Schwimmhalle hielt den Schneemassen stand. Die Besucher in diesem Teil der Anlage konnten die Halle unbeschadet verlassen.

### Untersuchungen

#### Bautechnische Untersuchung
Der Baustofftechnologe Bernd Hillemeier (Technische Universität Berlin) hat im Auftrag des ZDF-Magazins Frontal21 Proben der Holzdachkonstruktion analysiert. Nach seinen Angaben wurde Leim auf Harnstoffharzbasis verwendet, dessen Klebewirkung unter Einwirkung von Feuchtigkeit nachlässt.

#### Staatsanwaltschaftliche Untersuchung
Umgehend nach dem Unglück schaltete sich die zuständige Staatsanwaltschaft Traunstein ein. Mit der technischen Untersuchung wurden zwei Gutachter beauftragt. Seit Juli 2006 lagen die Gutachten vor. Anschließend wurden gegen acht Personen konkrete Ermittlungen aufgenommen, darunter vier (ehemalige) Mitarbeiter der Stadt Bad Reichenhall, zwei Planer und zwei ehemalige Mitarbeiter des Unternehmens, das die Dachkonstruktion errichtet hatte.

### Konsequenzen aus dem Unglück
Das Unglück hat eine deutschlandweite Diskussion hinsichtlich der Gewährleistung der Sicherheit von Hochbauten in Gang gesetzt. Der damalige Bundesbauminister Wolfgang Tiefensee forderte die zuständigen Länderbauminister auf, die diesbezüglichen Regelungen der Landesbauordnungen auf ihre Wirksamkeit zu prüfen. Medien kritisierten die Juristen- und Verwaltungslastigkeit der großteils nicht von Baufachleuten geführten Bauaufsichtsbehörden. Rufe nach einem „Bau-TÜV“ für bestehende Hochbauten nach dem Vorbild der regelmäßigen Überprüfungen von Brücken und anderen Ingenieurbauwerken kamen auf. Bis jetzt sind Hochbauten nach den Landesbauordnungen lediglich bei ihrer Planung und Erstellung verpflichtend zu überprüfen – und das auch nur ab einer bestimmten Größe.
Am 30. Januar 2006 fand die erste Sitzung der „Arbeitsgruppe Dächer“ des bayerischen Staatsministeriums für Inneres statt; an dieser nahmen unter anderem der Innenstaatssekretär, Bauingenieure, und Bauverbände teil. Die Arbeitsgruppe soll die Ursachenforschung und Vorschläge für Konsequenzen wissenschaftlich begleiten.
Neben dieser Sitzung wurde speziell in Bayern von den Betreibern von Hallen und Stadien, die eine ähnliche Überdachung haben, mit der Überprüfung der Dachkonstruktionen begonnen, manche Hallen wurden zeitweise vorsichtshalber gesperrt (z. B. die Eissporthalle in Geretsried, deren Dach wegen festgestellter akuter Einsturzgefahr 2006 abgerissen wurde). Insbesondere bei den Stadien in Senden (gesperrt für fast den kompletten Rest des Winterbetriebs 2005/06), in Deggendorf (zeitweise gesperrt 2005/06) wurden dabei zu behebende Mängel festgestellt. Das Eisstadion in Rosenheim wurde Anfang Februar 2006 vorübergehend gesperrt, als der Verdacht auf Verwendung des gleichen Leims wie in Bad Reichenhall aufgekommen war.
Die Werner-Rittberger-Halle (Trainingshalle für Eislauf neben der Rheinlandhalle in Krefeld) wurde nach dem Unglück in Bad Reichenhall stillgelegt. Ein Gutachten wurde von der Stadt in Auftrag gegeben, um die Tragfähigkeit des Hallendaches zu überprüfen. Seit September 2006 ist die Halle wieder in Betrieb, die zulässige Schneelast wurde vorsichtshalber reduziert.
Auch die Eishalle in Göppingen wurde nach einer Überprüfung des Daches im März 2006 vorübergehend stillgelegt. Nach einem Brand im Juli 2008 wurde die Halle 2010 abgerissen.
Das Dach des Delphinariums im Zoo Duisburg wurde im Frühjahr 2006 demontiert, weil auch hier Feuchtigkeit die geleimten Verbindungen angegriffen hatte.
Im Juli 2006 wurde nach entdeckten Rissen in den Leimbindern das Eisstadion in Wiehl gesperrt.
Obwohl die Staatsanwaltschaft Traunstein gegen Oberbürgermeister Wolfgang Heitmeier (FWG) nicht ermittelte, wurde er nach dem Einsturz des Daches aus der Bevölkerung und aus überregionalen Medien scharf angegriffen und verantwortlich gemacht. Bei der Kommunalwahl am 12. März 2006 verfehlte Heitmeier die für eine Wiederwahl erforderliche absolute Mehrheit. Er lag deutlich hinter seinem Herausforderer Herbert Lackner (CSU), gegen den er in der Stichwahl am 26. März 2006 verlor.

### Prozess
Am 28. Januar 2008 begann vor dem Landgericht Traunstein der Prozess gegen drei Angeklagte: den damaligen Bauleiter und Statiker für das Dachtragwerk, den damaligen Projektleiter des Architekturbüros und den Ersteller eines Gutachtens aus dem Jahr 2003. Ihnen wurde fahrlässige Tötung und fahrlässige Körperverletzung vorgeworfen. Das Verfahren gegen einen Architekten und ehemaligen leitenden Mitarbeiter der Stadt Bad Reichenhall wurde aufgrund seines Gesundheitszustandes abgetrennt. Gegen einen weiteren Beschuldigten war das Verfahren ebenfalls aus Gesundheitsgründen eingestellt worden, er starb am 30. Dezember 2007.
Im Zentrum der Beweisaufnahme stand das Fehlen der geprüften Statik (im Allgemeinen durch einen Prüfingenieur für Bautechnik). Von den Verteidigern und aus den Reihen der Nebenkläger wurde der Staatsanwaltschaft in diesem Zusammenhang vorgeworfen, einseitig in Richtung der Planenden und Ausführenden ermittelt zu haben. Die Verantwortung der Stadt als Bauherr und Bauaufsichtsbehörde sei von ihr nicht ausreichend berücksichtigt worden.
Ein Urteil sollte ursprünglich am 24. April 2008 gesprochen werden. Allerdings wurden vom Vorsitzenden im Hauptverhandlungstermin am 28. Februar 2008 weitere Gerichtstermine anberaumt, so dass sich der Prozess bis Herbst hinzog. Laut einer Zeugenaussage am 12. Juni 2008 hat die Stadtverwaltung von Bad Reichenhall von der Einsturzgefahr ihrer Eishalle gewusst. Der Vorstand des Eishockeyclubs sagte aus, er sei eine halbe Stunde vor dem Einsturz mit dieser Begründung telefonisch gewarnt worden, dass das Training am Abend ausfallen müsse.
Am 18. November 2008 wurde der Konstrukteur des Daches vom Landgericht wegen Verletzung der Sorgfaltspflichten der fahrlässigen Tötung für schuldig befunden und zu 18 Monaten Freiheitsstrafe auf Bewährung verurteilt. Der Architekt und der Statiker wurden freigesprochen. Die Verteidigung des verurteilten Bauingenieurs hatte Revision angekündigt, ebenso die Staatsanwaltschaft, welche sich mit den beiden Freisprüchen nicht zufriedengab.
Der Bundesgerichtshof (BGH) hat den Freispruch des Gutachters (Diplomingenieur mit Fachbereich Ingenieurbau) am 12. Januar 2010 aufgehoben und die Sache an eine andere Strafkammer des Landgerichts Traunstein zurückverwiesen. Der BGH berief sich bei der Entscheidung auf Mängel in der damaligen Beweiswürdigung. Insbesondere habe das Landgericht nicht nachvollziehbar dargelegt, warum die Vertreter der Stadt Bad Reichenhall auch bei deutlichen Warnhinweisen vom Gutachter nicht anders gehandelt hätten (beispielsweise das Dach geräumt oder die Öffnungszeiten eingeschränkt hätten). Das Landgericht sprach den Gutachter auch in einem zweiten Prozess frei.

## Umwidmung und Neugestaltung des Geländes
Der gesamte Gebäudekomplex wurde bis März 2007 abgerissen, wobei zwischen Dezember 2006 und Januar 2007 die Arbeiten ruhten.

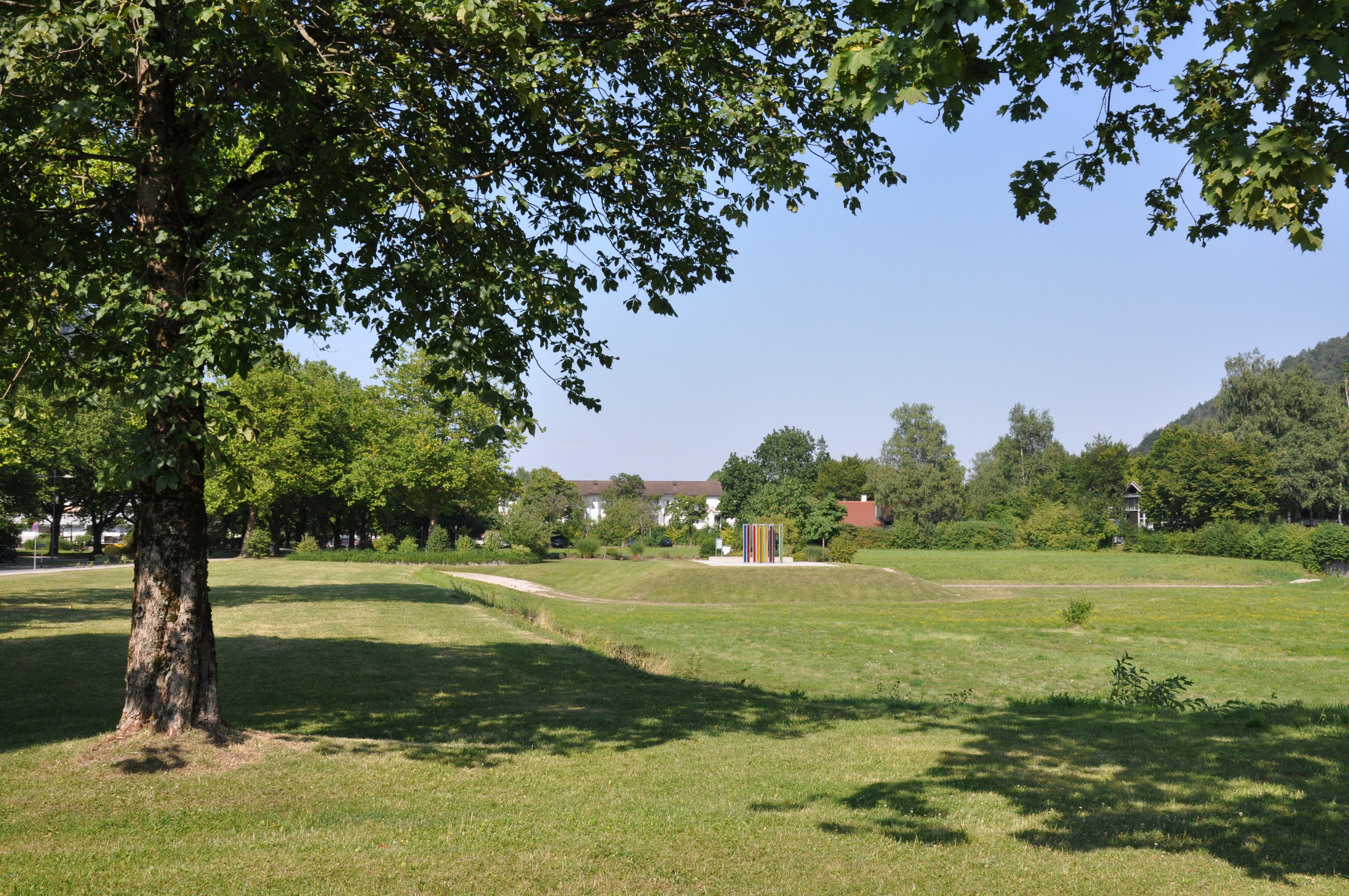
Gelände 2015 (Blickrichtung Nordosten)

Zur Zukunft des Geländes fand in Bad Reichenhall ein Bürgerentscheid statt. Bei dem sich 53 % der Abstimmenden dafür aussprachen, auf dem Gelände eine neue Eis- und Schwimmhalle zu errichten, während die Stadt dort eine Touristik-Hochschule plante. Um für den Willen der Mehrheit der Bevölkerung zu demonstrieren, und um der Opfer des Einsturzes der Eislaufhalle zu gedenken, veranstaltete der Liedermacher Hans Söllner, der bereits kurz nach dem Unglück zugunsten der Angehörigen der Opfer im Frühjahr 2006 ein Benefizkonzert in Reichenhall gegeben hatte, vom 16. Januar bis zum 10. Februar 2009 eine Sitzblockade auf dem Gelände der eingestürzten Eishalle. Dennoch hat sich die Stadt Bad Reichenhall, vor allem aus Kostengründen, über den Volksentscheid und die Demonstration hinweggesetzt und an der Hochschule festgehalten, die ab September 2009 als Campus Bad Reichenhall der IUBH School of Business and Management auf dem Gelände umgesetzt werden sollte. Der Campus befindet sich jedoch heute bei der Hotelfachschule, nachdem die Hochschule 2013 den Erbbaurechtsvertrag für das Gelände der ehemaligen Eislauf- und Schwimmhalle wegen absehbar unzureichender Auslastung nicht verlängert hat. Der größte Teil des Geländes ist somit derzeit unbebaut. 2016 wurde bekannt, dass das im Rahmen einer Behördenverlagerung nach Bad Reichenhall übersiedelnde Bayerische Landesamt für Maß und Gewicht auf dem Grundstück neu errichtet werden soll.

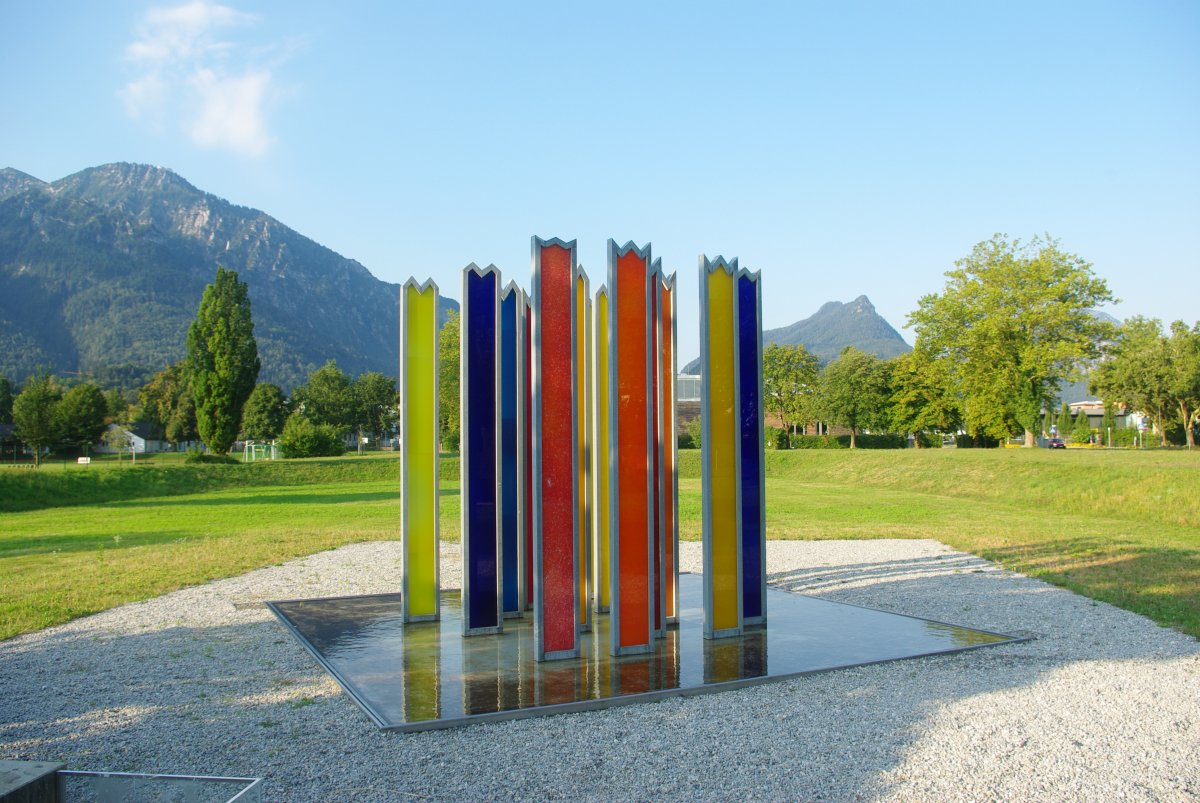
Gedenkstätte am ehemaligen Standort (August 2018)

Anfang 2010 wurde auf einem kleinen Teilstück des vormaligen Eishallenareals eine Gedenkstätte errichtet, die am 20. November 2010 offiziell eingeweiht worden ist. Die kurz nach dem Unglück aufgenommenen Planungen hierfür waren zuvor im Jahr 2008 im Bemühen um eine einvernehmliche Lösung mit allen Angehörigen zwischenzeitlich zum Stillstand gekommen. Daraufhin hat die Stadt Bad Reichenhall in Absprache mit einem kleinen Kreis von Angehörigen nichtöffentlich den Künstler Karl-Martin Hartmann beauftragt. Die Kosten für diese realisierte Gedenkstätte blieben geheim, sollen sich aber im Bereich von mehreren hunderttausend Euro bewegt haben. Einzelne Angehörige hatten bis zuletzt vehement gegen dieses Projekt auch öffentlich protestiert.
Am 2. Januar 2016 um 15.54 Uhr, der Uhrzeit des tragischen Unglücks, versammelten sich in Anwesenheit des Oberbürgermeisters von Bad Reichenhall, Herbert Lackner, an der Erinnerungsstätte aus bunten Glasstelen die Angehörigen und gedachten der 15 Menschen, die bei dem Unglück getötet wurden. Im Anschluss an die privat gehaltene kurze Gedenkfeier wurde in der Kirche St. Zeno ein ökumenischer Gottesdienst abgehalten. Von dieser Gedenkfeier zum 10. Jahrestag des Unglücks wurde u. a. auch in den Tagesthemen berichtet.